# Thomas Ashby

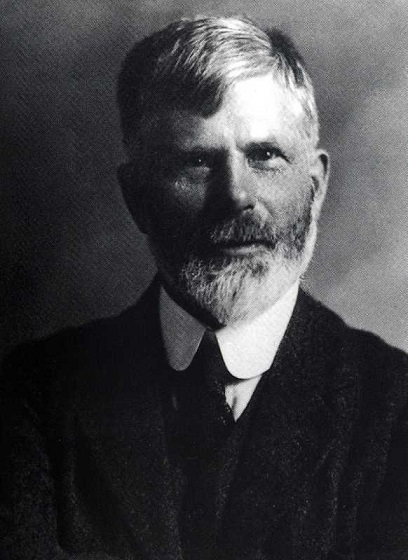
Thomas Ashby

Thomas Ashby (geboren am 14. Oktober 1874 in Staines, England; gestorben am 15. Mai 1931 in London) war ein britischer Klassischer Archäologe. Von 1906 bis 1925 war er Direktor der British School at Rome, nachdem er bereits von 1903 bis 1906 deren Zweiter Direktor gewesen war.

## Leben
Ashby war das einzige Kind von Thomas Ashby und seiner Frau Rosa Emma. Sein Vater gehörte zu einer bekannten Familie von Quäkern, die eine Brauerei in Staines betrieb. 1887 bis 1893 hatte er ein Stipendium am Winchester College, wo er den Spitznamen Titus bekam, den er nie wieder loswerden sollte. Anschließend studierte er mit einem Stipendium am Christ Church College in Oxford. Erste akademische Grade erwarb er sich 1895 in classical moderations und 1897 in literae humaniores. Bereits 1890 war die Familie nach Rom umgezogen, wo der sechzehnjährige Ashby den Archäologen Rodolfo Lanciani, den besten Kenner der römischen Topographie, kennenlernte. Nach 1897 konzentrierte er sich in seinen Studien ganz auf die römische Antike und erlangte 1905 seinen Doctor of Letters.
Bereits 1902 wurde er erster Student an der 1901 gegründeten British School at Rome. Von 1903 bis 1906 war Ashby zunächst Zweiter Direktor der British School, von 1906 bis 1925 deren Erster Direktor. In seiner Amtszeit weitete er die Forschungen des Instituts auf das gesamte westliche Mittelmeer aus. 1916 bezog die British School unter seiner Leitung einen Neubau am Valle Giulia als neues Domizil. Während des Ersten Weltkriegs diente Ashby dem britischen Roten Kreuz als Übersetzer, die Amtsgeschäfte während dieser Zeit führte seine Stellvertreterin Eugénie Strong. 1918 kehrte er als Erziehungsoffizier nach Rom zurück, übernahm aber erst 1919 wieder die Führung der British School. 1921 heiratete er Caroline May. 1924 beschloss die Führung der British School, Ashbys Vertrag im darauf folgenden Jahr auslaufen zu lassen. Nach seinem Ausscheiden aus dem Amt trieb Ashby seine römischen Forschungen zu Ende und kehrte 1930 nach England zurück. Am 15. Mai 1931 starb er an den Folgen eines Krebsleidens.

## Forschung
Da es ausländischen Forschern nach 1910 nicht gestattet war, Ausgrabungen in Italien durchzuführen, war Ashby gezwungen, sich topographischen Studien zu widmen. Diese Studien konzentrierten sich zunächst auf das römische Straßensystem, bevor er sich den stadtrömischen Aquädukten zuwandte. Ashby entwickelte sich zu einem Spezialisten für die Topographie der Stadt Rom und bezog in seine Arbeiten sowohl antike als auch neuzeitliche Quellen ein, wie etwa die Architekturzeichnungen Antonio Labaccos aus dem 16. Jahrhundert, Eufrosino della Volpaias Karten der Campagna von 1547 oder die topographischen Studien des Étienne du Pérac und die Antiquae statuae urbis Romae von Giovanni Battista de’ Cavalieri. Sein für viele Jahrzehnte nachhaltigster Forschungsbeitrag war die Herausgabe des von Samuel Ball Platner begonnenen und von Ashby vollendeten Topographical Dictionary of Ancient Rome (1929) – bis zum Erscheinen des Lexicon Topographicum Urbis Romae das wichtigste Nachschlagewerk für die Topographie des antiken Roms.
In seiner Heimat beteiligte sich Ashby an der archäologischen Untersuchung von Caerwent, einer römischen Stadt im heutigen Wales. Von 1901 bis 1907 und von 1909 bis 1911 publizierte er regelmäßig die Ergebnisse dieser Forschungen.
Thomas Ashby legte mehrere Sammlungen zur Topographie von Rom und seiner Umgebung an. Seine Sammlung von Veduten gelangte 1933 an die Biblioteca Apostolica Vaticana, seine Sammlung von Photographien an die British School at Rome und seine Sammlung von Ziegelstempeln an die American Academy in Rome.

## Mitgliedschaften
Ashby war ab 1901 Mitglied der Society of Antiquaries of London, ab 1913 Mitglied des Deutschen Archäologischen Instituts, ab 1914 der Pontificia Accademia Romana di Archeologia, ab 1918 auswärtiges Mitglied der Reale Accademia dei Lincei, ab 1922 Ehrenmitglied des Royal Institute of British Architects und ab 1925 der Reale Accademia di San Luca. 1927 wurde er Mitglied der British Academy.

## Veröffentlichungen (Auswahl)
- als Herausgeber: Étienne Du Pérac: Topographical Study in Rome in 1581. A Series of Views with a Fragmentary Text (= Roxburghe Club. 172 (i. e. 171), ZDB-ID 1003958-2). Nichols and Sons, London 1916 (Digitalisat).
- Turner's visions of Rome. London / New York 1925 (Digitalisat).
- The Roman Campagna in classical times. Benn, London 1927 (Digitalisat).
- als Bearbeiter: William J. Anderson, R. Phené Spiers: The Architecture of Ancient Rome. An Account of Its Historic Development (= The Architecture of Greece and Rome. Bd. 2). Von Thomas Ashby revidierte und neugeschriebene Auflage. Batsford, London 1927 (Erstauflage London 1902).
- Scrittori contemporanei di cose romane: R. Lanciani. In: Archivio della R. Società Romana di Storia Patria. Band 51, 1928, ISSN 0391-6952, S. 103–143.
- mit Samuel Ball Platner: A Topographical Dictionary of Ancient Rome. Completed and revised by Thomas Ashby. Oxford University Press, London 1929 (Digitalisat).
- The Aqueducts of Ancient Rome. Postum herausgegeben von Ian Archibald Richmond. The Clarendon Press, Oxford 1935.